# Glyptomorpha baetica
Glyptomorpha baetica är en stekelart som först beskrevs av Maximilian Spinola 1843.  Glyptomorpha baetica ingår i släktet Glyptomorpha och familjen bracksteklar. Inga underarter finns listade i Catalogue of Life.